# Georg Uehlin

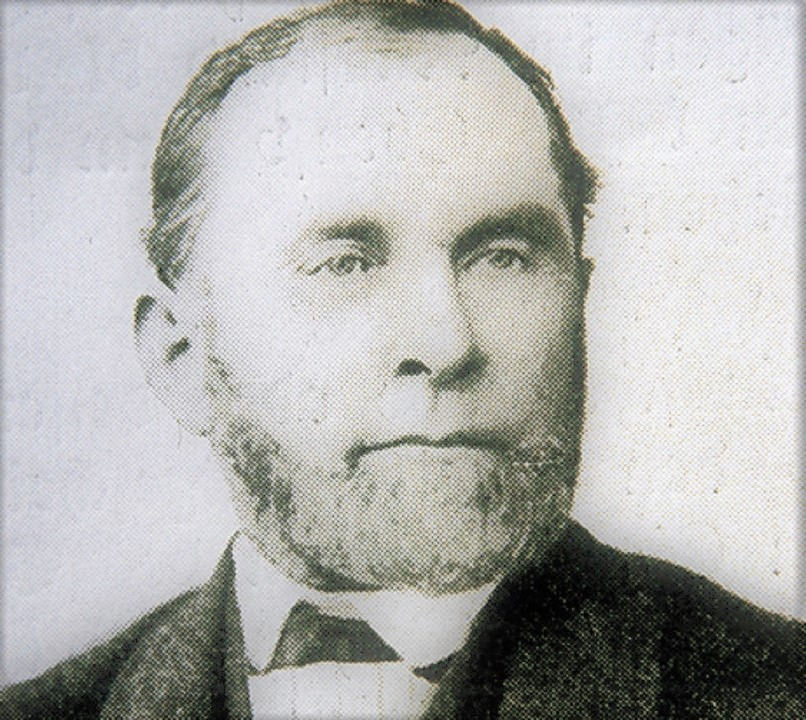
Porträt von Johann Georg Uehlin

Johann Georg Uehlin (* 23. September 1819 in Schopfheim; † 20. Dezember 1893 ebenda) war ein alemannischer Mundartdichter, deutscher Dichter, Verleger, Redakteur und Schriftsteller.

## Leben
Uehlin war ein Sohn des Schopfheimer Rotgerbers Johann Uehlin und erlernte nach dem Schulbesuch auch dessen Handwerk. Während seiner Wanderjahre lebte er längere Zeit in Hamburg und Diez, bevor er sich 1843 als Gerbermeister in Schopfheim niederließ.
In den Revolutionsjahren 1848/49 galt Uehlin als Führer der republikanischen Partei in Schopfheim, aber er beteiligte sich nicht an den Aktionen der Freischaren. Als gewählter Unteroffizier der Schopfheimer Bürgerwehr befand er sich auch in einem Loyalitätskonflikt. Nach der Niederschlagung des dritten badischen Aufstandes im Juni 1849 setzte sich Uehlin in die Schweiz ab, wo er sich über ein Jahr aufhielt.
Nach mündlicher Überlieferung lebte Uehlin im bernischen Münsingen und lernte das Buchdruckerhandwerk. In den 1850er Jahren kehrte Uehlin nach Schopfheim zurück und betrieb einen Handel mit Leder und Likör.
Uehlin betätigte sich auch wieder in der lokalen Politik und war 1864–70 Mitglied des Gemeinderats von Schopfheim und wirkte dann bis 1889 im Bürgerausschuss.
Am 19. Juni 1870 wurde auf dem Friedhof von Oberdossenbach auf Initiative von Uehlin ein Gedenkstein für die Gefallenen des Gefechts bei Dossenbach von 1848 mit einer großen Feier eingeweiht. Uehlin hatte hierzu auch Georg Herwegh eingeladen, der aber absagte.
1864 gründete er in Schopfheim die Buchdruckerei Uehlin und die erste Lokalzeitung im Wiesental, Der Statthalter von Schopfheim. Als Vorläufer nennt Eberlin ein handschriftliches Lokalblatt Der Handspiegel, das im Lesesaal der bürgerlichen Lesegesellschaft auslag. Der Statthalter erschien zunächst einmal wöchentlich im Oktavformat. Ab dem dritten Quartal kam das Blatt dann zweimal wöchentlich heraus und erhielt mit Des Feldbergs Töchterlein eine Unterhaltungsbeilage. Ab 1867 erschien die Zeitung dann dreimal wöchentlich und in einem größeren Format.
1878 hatte Uehlin „eine Buchdruckerei mit 2 Schnellpressen, eine Buchhandlung, Schreibmaterialienhandlung, eine lithographische Anstalt nebst Buchbinderei.“
1881 wurde der Titel der Zeitung auf Der Statthalter verkürzt, 1883 wurde sie in Markgräfler Tagblatt umbenannt und 1885 übergab Uehlin die Redaktion an einen angestellten Redakteur, Ernst Nauck. Im Zusammenhang mit der Reichstagswahl 1884 hatten sich Uehlin und sein Sohn durch Unterstützung des freisinnigen Kandidaten Markus Pflüger und Angriffe auf den nationalliberalen Hermann Blankenhorn in eine unangenehme Situation manövriert, da in Schopfheim die Nationalliberalen bedeutenden Einfluss hatten. Die Freisinnigen ließen es an Unterstützung mangeln, da das Markgräfler Tagblatt im angrenzenden Wahlbezirk St. Blasien den nationalliberalen Kandidaten unterstützte. Uehlin war in diesen turbulenten Auseinandersetzungen, die auch im konkurrierenden Oberländer Boten geführt wurden, geneigt, Verlag und Zeitung zu verkaufen, was jedoch nicht gelang. Die Folge war die Einsetzung eines den Nationalliberalen genehmen Redakteurs unter dem sich das Markgräfler Tagblatt nun als „unabhängiges Organ der nationalen und liberalen Partei im badischen Oberland“ verstand.
Bereits 1884 hatte er die Leitung des Verlages seinem Sohn Arnold übergeben. Uehlin zog sich in den heute zur Stadt Schopfheim gehörigen Weiler Schweigmatt zurück, wo er 1886/87 das Kurhaus erbauen ließ und damit den Aufschwung des Tourismus in diesem Ort einleitete.
Uehlin verfasste Gedichte in seinem alemannischen Dialekt und in der Hochsprache, die er in der Unterhaltungsbeilage seiner eigenen Zeitung (Des Feldbergs Töchterlein) und im Oberländer Boten veröffentlichte. 1869 publizierte er in seinem Verlag eine Sammlung dieser Gedichte unter dem Titel Aus dem Wiesenthale. Auch danach schrieb er weiter Gedichte für die Unterhaltungsbeilage, aber er gab keine Sammlung dieser Gedichte mehr heraus. In der zeitgenössischen Kritik wurde er beachtet und in dem Standardwerk von Trenkle erwähnt. Dort sind auch zwei seiner Gedichte in die Anthologie alemannischer Dichtung aufgenommen worden. Auch bei Brümmer findet sich ein Eintrag für Uehlin mit einer Kurzbiografie. „Seine Gedichte spiegeln die Geselligkeits- und Festkultur des deutschen Bildungsbürgertums in der zweiten Hälfte des 19. Jahrhunderts.“
Mit seinem ’S Gotte-Stübli. Ein Oberrheinisches Jahrbuch erwarb sich Uehlin vor allem das Verdienst als Erstverleger der Hebelerzählungen von Hermann Albrecht. Das Jahrbuch erschien 1881 und 1882. Albrechts Der Präzeptoratsvikari erschien im Jahrbuch 1881 und wurde noch im gleichen Jahr als eigenes Buch in Uehlins Verlag nachgedruckt.

## Familie
Uehlin war mit Anna Maria, geb. Sutter († 1884) verheiratet und hatte einen Sohn, Arnold († 1892). Der Schriftsteller Robert Reitzel war sein Neffe.
- Johann Uehlin
  - Johann Georg ⚭ Anna Maria, geb. Sutter
    - Georg Arnold (1850–1892) ⚭ Anna Katharina, geb. Sutter
      - Hans Arnold (1878–1932)

  - Katharina ⚭ Reinhardt Reitzel
    - Robert Reitzel

## Schriften
- Herausgeber
  - ’S Gotte-Stübli. Ein Oberrheinisches Jahrbuch. Begründet und hrsg. von Uehlin im Verein mit namhaften Volksschriftstellern und -Dichtern beider Ufer des Rheins. Es erschienen nur zwei Bände des Jahrbuchs 1881 Internet Archive und 1882.[20]
  - Der Statthalter von Schopfheim : Berichte und Unterhaltungen aus dem Leben der Heimath, Schopfheim : Uehlin 1864,1(2.Apr.) - 1869,21(18.Febr.)[?][21]
  - Markgräfler Tagblatt : Verkündigungsblatt für das Wiesen-, Wehra- und Rheintal, sowie der benachbarten Bezirke : rationale und liberale Zeitung für Großgewerbe und Handwerk, Landwirtschaft und Handel im badischen Oberland[22]
  - Des Feldbergs Töchterlein[23]
- Autor
  - Aus dem Wiesenthale, Schopfheim 1869 (hochdeutsche und alemannische Gedichte) Google Digitalisat
  - s Föhri-Lieseli : E' G'schichtli us' em Wiesethal, 1885
  - Prolog zur Einweihung der Hebelshöhe in Schopfheim am 11. Mai 1860, 1860
  - Das Schloßfräulein von Rothenburg (Gedicht). In: Zeitschrift „Schau-ins-Land“ des Breisgau-Geschichtsvereins, Jg. 14 (1888), S. 3 Digitalisat der UB Freiburg

## Ehrungen
In Schopfheim ist die Georg-Ühlin-Straße nach ihm benannt.